# King Clave
Jorge Fidelino Ayala (Formosa, Argentina, 14 de febrero de 1944), conocido como King Clave, es un cantautor argentino cuyos éxitos fueron conocidos entre los años 1960 y 1990.

## Juventud
Nació con el nombre de Jorge F. Ayala en el barrio San Miguel (2 km al norte del centro de la ciudad de Formosa, capital de la provincia de Formosa, en el noreste argentino), hijo de Ciriaco Ayala y Victoria Barrios, ambos artistas originarios de la República del Paraguay.[cita requerida]
En 1959, Jorge F. Ayala ―a los 14 años de edad― partió como polizón en un tren de carga desde la vieja estación de trenes de Formosa, con destino a la ciudad de Buenos Aires.[cita requerida]
Lo acompañaban sus amigos adolescentes Domingo Mingo Segovia con su hermano Leonardo Segovia, y Coco Iza.
Cuatro días más tarde llegaron a la estación de Retiro y fueron caminando hasta una villa miseria en Ciudadela ―en las afueras de la ciudad―, donde tenían conocidos. Allí vivieron durante varios meses y consiguieron trabajo en una fábrica de heladeras.[cita requerida]
Al poco tiempo Jorge se mudó a una pensión, se compró su primera guitarra y empezó a practicar en sus horas libres. Más adelante, trabajó en una imprenta y en una fábrica de envases de cartón. Allí, el dueño de la empresa lo conectó con el productor Jorge Marchesini, quien lo llevó a cantar a su programa de televisión Sábados de mar y sierra. Desde ese momento se dedicó a prepararse a ser un cantante profesional, mientras trabajaba en diferentes fábricas para ganarse el sustento.[cita requerida]

## Carrera profesional
Jorge F. Ayala (King Clave) se hizo amigo del cantante Roberto Sánchez (quien más tarde sería el famoso Sandro), y un día lo acercó a la mítico salón de espectáculos La Cueva y le presentó a Billy Bond, uno de los músicos que crearon el movimiento llamado rock nacional argentino.[cita requerida]
Billy Bond lo dejaba cantar sus guaranías formoseñas y algunos boleros de moda y a cambio, King lavaba las copas de aquel lugar nocturno. Un buen día Billy y King compusieron la primera balada "La canción de tus lágrimas " y Billy lo llevó, con esa canción, a debutar en el programa televisivo musical más importante de esa época: Escala Musical, en Canal 13.[cita requerida]
Entonces comenzó su carrera artística, presentándose continuamente en los mejores programas de televisión, como Sábados Circulares de Mancera (Canal 13); " Sábado de la Bondad "; "El Special"; "Tropicana Club " y " Grandes Valores" (Canal 9).[cita requerida]
En 1969 ganó el premio "Revelación" en el tercer festival Buenos Aires de la canción y comienza una hermosa etapa;participó en la película La pandilla inolvidable estrenada el 27 de octubre de 1971, en el cine teatro Italia de Formosa. Actuaron en aquel largometraje: Ana María Picchio, Celia Cadaval, Ubaldo Martínez, Santiago Gómez Cou, Luis Medina Castro, Jaimito Cóhen, Pablo Codevilla Cachito Gómez, Carlos Medina "TABÚ", Saturnino López con el Coro Polifónico de Formosa dirigido por Elda Milanese, se utilizaron sus canciones más conocidas hasta ese momento: «Yo te amo, mi amor... yo te amo» y «El niño de la calle sonriente».
En 1972 comenzó sus estudios en la Escuela de Bellas Artes de Buenos Aires, donde se especializó en varias disciplinas artísticas. Asimismo en ese tiempo estudió una licenciatura en derechos de autor en SADAIC (Sociedad Argentina de Autores y Compositores). Entre sus profesores se contaban Homero Expósito y Eladia Blázquez. En 1973 se recibió de «Licenciado en Derechos de Autor».
Ese año ganaría el primer premio en el Festival de Piriápolis (República de Uruguay).[cita requerida]
En 1973 actuó en el programa Sábados sensacionales de Amador Bendayán, en el canal Venevisión, de Venezuela. Fue contratado por Bienvenido Rodríguez ―de Karen Record (República Dominicana) para producir artísticamente a Fausto Rey, Sonia Silvestre, Camboy Estévez, entre otros, con quienes logró un reconocimiento internacional relevante como productor y compositor. Ese mismo año produjo para el sello Promus (de Venezuela) un LP con la vedette y actriz Susana Giménez.[cita requerida]
En 1974 decidió convertirse en el primer productor independiente de Argentina. Colocó a varios artistas en los primeros lugares de ventas, desde las compañías discográficas Odeón, RCA Víctor y Music Hall, entre otras. Ese año viajó a México, donde presentó su propio material y se lanzó al mercado internacional. Inmediatamente se colocó en primer lugar de las clasificaciones de toda Latinoamérica y vendió 5 millones de sencillos de la canción «Los hombres no deben llorar» y otras tantas, con «Abeja reina», «Mi corazón lloró», «Nunca más podré olvidarte», «Por culpa de tu amor» y «Tema de amor para una chiquilina», entre otras.[cita requerida]
«Abeja reina» y otros éxitos de King Clave fueron grabados y regrabados por varios artistas de América Latina y Europa. En enero del 2012, el propio King Clave la volvió a grabar como música folclórica formoseña.[cita requerida]
El 2 y 3 de junio de 1975 se presentó por primera vez en el Madison Square Garden (de Nueva York) y logró reunir en tres conciertos, 50 000 personas. Le seguiría el Olympia (de París), el Caesar Palace (de Las Vegas) y muchos otros casinos del mundo.
Ese mismo año se presentó en el canal Televisa (de México) en el programa más importante de aquel país: Siempre en domingo, conducido por Raúl Velasco. En horario estelar debutaron con él el brasileño Morris Albert y el español Camilo Sesto.[cita requerida]
En 1976, nuevamente actuó en el Madison Square Garden, e inició una gira por todo Estados Unidos, encabezando una gran caravana con Vicente Fernández, en la que participaron Juan Gabriel, Lola Beltrán, el Trío Los Panchos, Yolanda del Río y Jorge Vargas, entre otros artistas mexicanos.[cita requerida]
Al concluir aquella gira, actuó en la película mexicana La hija de nadie (estrenada a principios de 1979).
Inmediatamente después apareció en Los hombres no deben llorar (estrenada el 21 de junio de 1979) como protagonista, con Noemí Ceratto (actriz con quien se casó en 1976) y Yolanda del Río.
En 1980 participó en la película argentina Ritmo, amor y primavera, de Enrique Carreras, con Cacho Castaña, Mónica Gonzaga, Tincho Zabala, Carlos Calvo, Juan Carlos Thorry y Noemí Alan. Se estrenó en enero de 1981. Ese año aparecieron varias de sus canciones en telenovelas argentinas: Herencia de amor, Un callejón en las nubes, Rossé, Aprender a vivir, Lo imperdonable y así logra introducirse en el mercado de su país, Argentina.

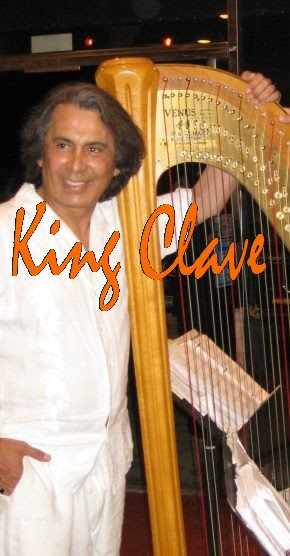
King Clave, en 2013.

En 1982, el cantante mexicano Luis Miguel incluyó una canción de King Clave, «Balada para mi abuela», en su disco long play 1 + 1 = 2 enamorados.[cita requerida]
En 1984 actuó en la coproducción argentinomexicana La superdotada, dirigida por Juan Bautista Maggipinto, con Thelma Tixou, su esposa Noemí Ceratto y Orlando Marconi.
Ha rodado varias películas en México, Estados Unidos y Argentina, entre las que se encuentran Los hombres no deben llorar, La hija de nadie, El cara parchada y La pandilla inolvidable, entre otras.[cita requerida]
En 1985 dejó su profesión de cantante al ser electo vicepresidente de Sadaic, la Sociedad Argentina de Autores y Compositores de Música (en Buenos Aires), y dedicó casi todo su tiempo a la defensa de los derechos de autor.[cita requerida]
En 1986 rechazó un contrato importantísimo de la empresa discográfica mexicana Orfeón Record para dedicarle tiempo completo a su familia y a sus actividades gremiales. En julio de 1989, el recién asumido presidente de Argentina, Carlos Menem, lo convocó para ser su asesor, y desempeñó ese cargo, ad honorem, hasta fines de 1990, cuando renunció para no ser involucrado por los escándalos que causaba la familia presidencial, a la cual estaba muy ligado en ese entonces.[cita requerida]
En 1990 decidió convertirse en comerciante, creando con su esposa Noemí Ceratto (actriz y modelo) un spa-gym-solarium en el barrio Ramos Mejía de la provincia de Buenos Aires, Argentina, negocio que en el 2001 tuvo que vender después de ser asaltados 11 veces por ladrones comunes que casi lo asesinan en la última oportunidad, cuando la gran ola de asaltos -a mano armada- asolaba al oeste bonaerense.[cita requerida]
El 3 de diciembre de 2001 el gobierno del entonces presidente Fernando De la Rúa, ex suegro de la cantante colombiana Yakira, impuso fuertes restricciones a las extracciones de dinero de los bancos —que serían conocidas con el nombre del "corralito"---, y todos los ahorros de los argentínos quedaron en las arcas del Estado y desde luego, King Clave y su mujer, estafados, se encontraron de improviso sin una moneda en los bolsillos.[cita requerida]
A raíz de aquello, en marzo del 2002, su esposa y su hijo Sebastián lo convencieron de volver a los escenarios. Entonces, viajaron a Los Angeles, California, para presentarse en el mítico Hollywood Palladium de Los Ángeles.[cita requerida]
A partir de entonces, hasta la fecha, ha realizado exitosas presentaciones en los mejores escenarios de Las Vegas, Nueva York, Texas y Arizona, México, Canadá y Europa, y sigue actuando en distintos escenarios de América Latina. Desde entonces radica con su familia en Hollywood , Los Angeles, California.[cita requerida]
En julio de 2011 se presentó en su ciudad natal Formosa (Argentina) con su cantata La gran fiesta formoseña, acompañado musicalmente por la orquesta y coro folclóricos de la provincia, dirigidos por el maestro José Luis Irala.[cita requerida]
En enero de 2012 fue convocado para presentarse en los dos festivales más importantes de Argentina: Festival de Cosquín (Córdoba) y Festival de la Corvina (Formosa). Ese mismo año grabó su cantata folclórica La gran fiesta formoseña.[cita requerida]
En agosto del 2013, recibió un reconocimiento de la Organización de las Naciones Unidas (ONU]] por la interpretación de su éxito mundial «Los hombres no deben llorar», canción que fue elegida como música para la campaña internacional en la lucha contra el maltrato a las mujeres y las niñas. En los años siguientes se presentó en  Colombia, y desde luego, en los Estados Unidos, donde radica desde entonces, y en México.[cita requerida]
En el 2018, junto a Leo Dan y el grupo de rock mexicano "Los Teen Tops", realizó una gira por veinte ciudades mexicanas.[cita requerida]
En el Dolby Theatre de Hollywood, teatro donde año tras año entregan los Premios Oscar, el 13 de octubre del 2019, presentó su concierto con un éxito arrollador, inusitado para un artista latino. Ese mismo año, lanzó al mercado su nuevo álbum musical "Punto G" (producido por su hijo Sebastián Ayala Ceratto). Asimismo, hasta principio del 2020, realizó una gira presentándose en los casinos de Las Vegas, Nevada; también en los grandes teatros de Texas, Arizona, California, Nuevo México, Chicago, New York y otras.[cita requerida]
En el 2021, la discográfica mexicamericana AJR Discos publicó su álbum musical "Yo quiero tu pimpollo".[cita requerida]
En el 2022, terminó de escribir su libro autobiográfico "King Clave, Desde el barro... a Hollywood", que se publicaría en diciembre. Además, viajóa México para grabar su gran éxito "Los hombres no deben llorar" con la banda "Estrellas de Sinaloa".[cita requerida]

## Discografía
- 1969: "La distancia es como el viento" y "Yo te amo mi amor, yo te amo"- Polydor Argentina
- 1971: "Entre nosotros" - Cabal
- 1974: "Los hombres no deben llorar" - Claromar y Orfeón
- 1975: "Mi corazón lloró" - Orfeón
- 1975: "Por culpa tuya" - Orfeón
- 1976: "Tristeza mía" - Orfeón
- 1980: "Las cosas que me alejan de tu amor" -  Orbe
- 1982: "Latinoamericano" - Tonodisc
- 1982: "Los éxitos internacionales de King Clave" - Tonodisc
- 1993: "15 Éxitos" - Orfeón
- 1994: "Inconfundible" - Buenos Aires Records
- 1996: "15 Éxitos 15" - Orfeón
- 1996: "King Clave con Orquesta" - Reyes
- 1999: "En México" - Martin Musical Group
- 1998: "15 Éxitos Vol.2" - Orfeón Videofox
- : "20 Éxitos Originales"
- 2000: "Para usted" - Orfeón
- 2000: "Serie 30 Éxitos" - Orfeón Videofox
- 2005: "Éxitos inolvidables" - Compañía Fonográfica Internacional
- 2008: "15 Éxitos Originales Vol.1"
- 2008: "20 Éxitos Inolvidables" - K. Clave Music
- 2011: "El Romántico Cristiano"
- 2011: "New Romantic" - K. Clave Music
- 2012: "Música de Teleteatros" - K. Clave Music
- 2019: Punto "G"
- 2019: 30 Éxitos Inmortales - Mextunes
- 2021 "Yo quiero tu pimpollo" - AJR Discos
- 2023: "Los hombres no deben llorar"; "Yo quiero tu pimpollo"; Micorazón lloró (El perdón) - Luz Record

## Vida personal
El 21 de septiembre de 1976 se casó en Acapulco, México, con la actriz y mannequín Noemí Ceratto (con quien sigue casado en la actualidad). Tuvieron un hijo, llamado Sebastián Ayala Ceratto (actualmente productor musical y presidente de la empresa K.Clave Music). Tiene otros dos hijos con parejas anteriores, Gabriel Francisco Ayala (Frankie Clave) y Jorge Luis Ayala.[cita requerida]
Hasta el día de hoy, graba y presenta sus recitales en diferentes partes del mundo. Desde el 2002 reside con su familia en Hollywood (California).[cita requerida]